# Емец, Владимир Александрович
Владимир Александрович Емец (укр. Володимир Олександрович Ємець; 3 апреля 1937, Никополь, Днепропетровская область — 9 ноября 1987, Кишинёв) — советский футболист, футбольный тренер. Будучи главным тренером днепропетровского «Днепра», стал чемпионом СССР 1983 года.

## Биография
Родился 3 апреля 1937 года в городе Никополь Днепропетровской области Украинской ССР.
Футбольные выступления начал в 1956 году в составе днепропетровского «Металлурга», в составе которого провёл 4 матча. В 1956 году вернулся в родной Никополь, в местный «Трубник». В команде за 8 лет сыграл в 33 матчах, в которых забил 4 гола. В 1964 году завершил выступления.
В 1965 году перешёл на тренерскую работу, став одним из тренеров «Трубника». В 1966 году стал главным тренером команды. В 1971 году «Трубник» изменил название на «Колос». До 1981 года Емец оставался в должности главного наставника в тандеме с Геннадием Жиздиком, который был начальником команды.
В 1981 году, вместе с Геннадием Жиздиком, перешёл на работу в «Днепр» (бывший «Металлург»). В тот момент днепропетровская команда только вернулась в Высшую лигу и была там крепким середняком, не дотягиваясь до высоких мест. Однако, завидное тактическое чутьё, умение сплотить коллектив позволили Емцу и Жиздику вывести «Днепр» из глубокого кризиса, а затем привести команду к золотым и дважды бронзовым медалям чемпионата СССР.

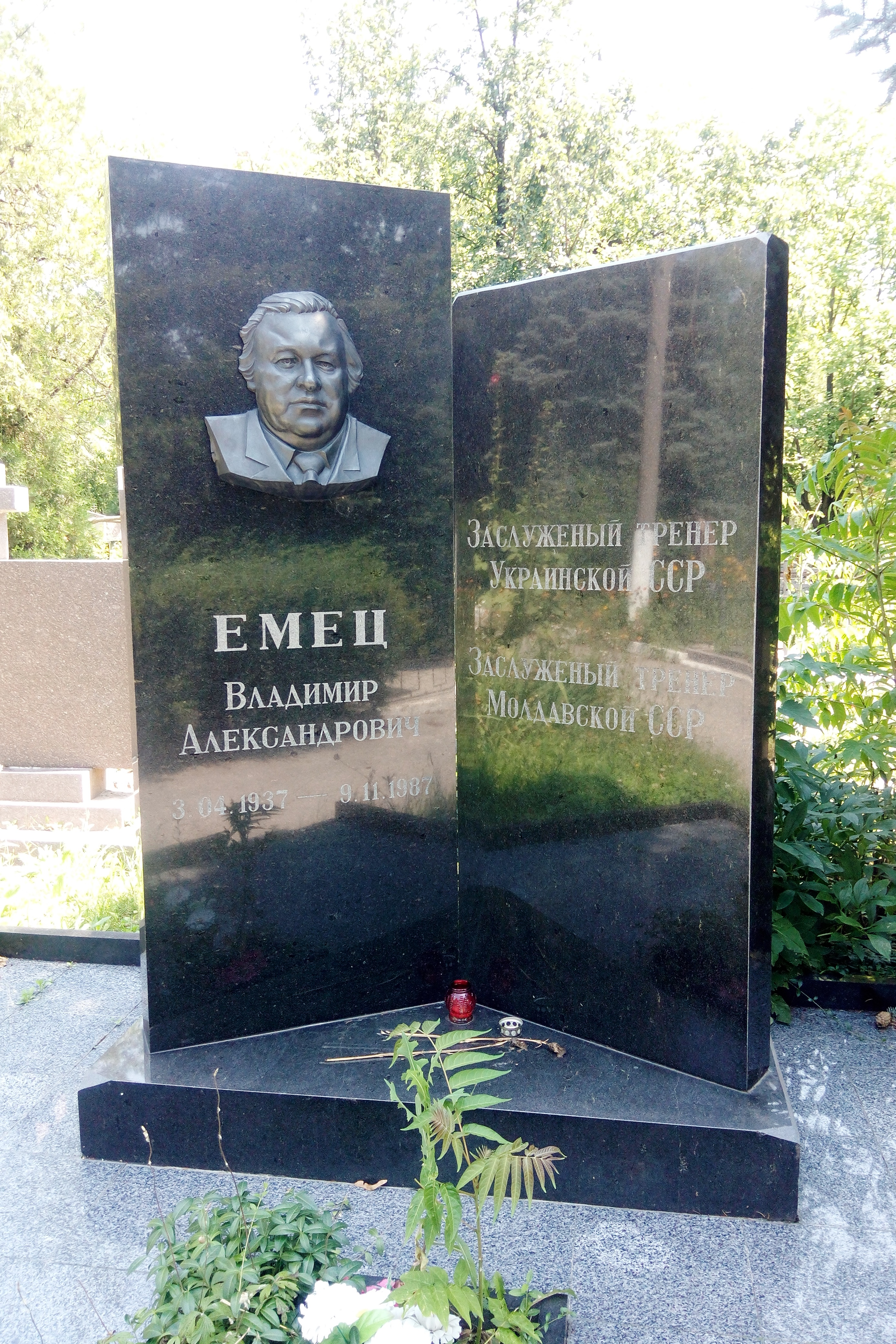
Могила на Сурско-Литовском кладбище в Днепре

В начале сезона-1987 году покинул «Днепр» из-за неудачных результатов команды. После «Днепра» возглавил кишинёвский «Нистру».
Скончался 9 ноября 1987 года в Кишинёве от сердечного приступа сразу же после заключительного матча сезона 1987 года. Похоронен на Сурско-Литовском кладбище в Днепре.

## Достижения

### Командные
«Днепр»
- Чемпион СССР: 1983
- Бронзовый призёр чемпионата СССР (2): 1984, 1985
- Обладатель Кубка Федерации футбола СССР: 1986

### Личные
- Заслуженный тренер Украинской ССР;
- Заслуженный тренер Молдавской ССР;
- Грамота Президиума Верховного Совета УССР;
- Почётная грамота Президиума Верховного Совета УССР;
- Знак «Отличник физической культуры СССР»;
- Почётный знак «Спортивная доблесть» — высшая награда Ленинского комсомола;
- Заслуженный деятель физической культуры Украины[уточнить].

## Память
- Именем Владимира Емца названы улицы в Днепре[1], Никополе[2], Чернигове.
- В Днепре ежегодно проходит матч памяти Владимира Александровича[3][4].
- В Никополе проходит Турнир памяти Владимира Емца.